# HNLMS Van Ghent (1926)
Pour les autres navires du même nom, voir HNLMS De Ruyter.
Le HNLMS Van Ghent (en néerlandais : Hr.Ms. Van Ghent), (à l'origine nommé De Ruyter) était un destroyer de classe Admiralen construit pour la Marine royale néerlandaise dans les années 1920.

## Historique
Le 27 septembre 1928, il quitta en compagnie de son sister-ship Evertsen les Pays-Bas pour les Indes néerlandaises.
Le 29 juillet 1929, le De Ruyter, Evertsen, le croiseur Java et les sous-marins K II et K VII quittent Surabaya pour une croisière en Océanie. Ils participent le 31 août à une revue de la flotte à Tanjung Priok en l'honneur de la reine néerlandaise Wilhelmina.

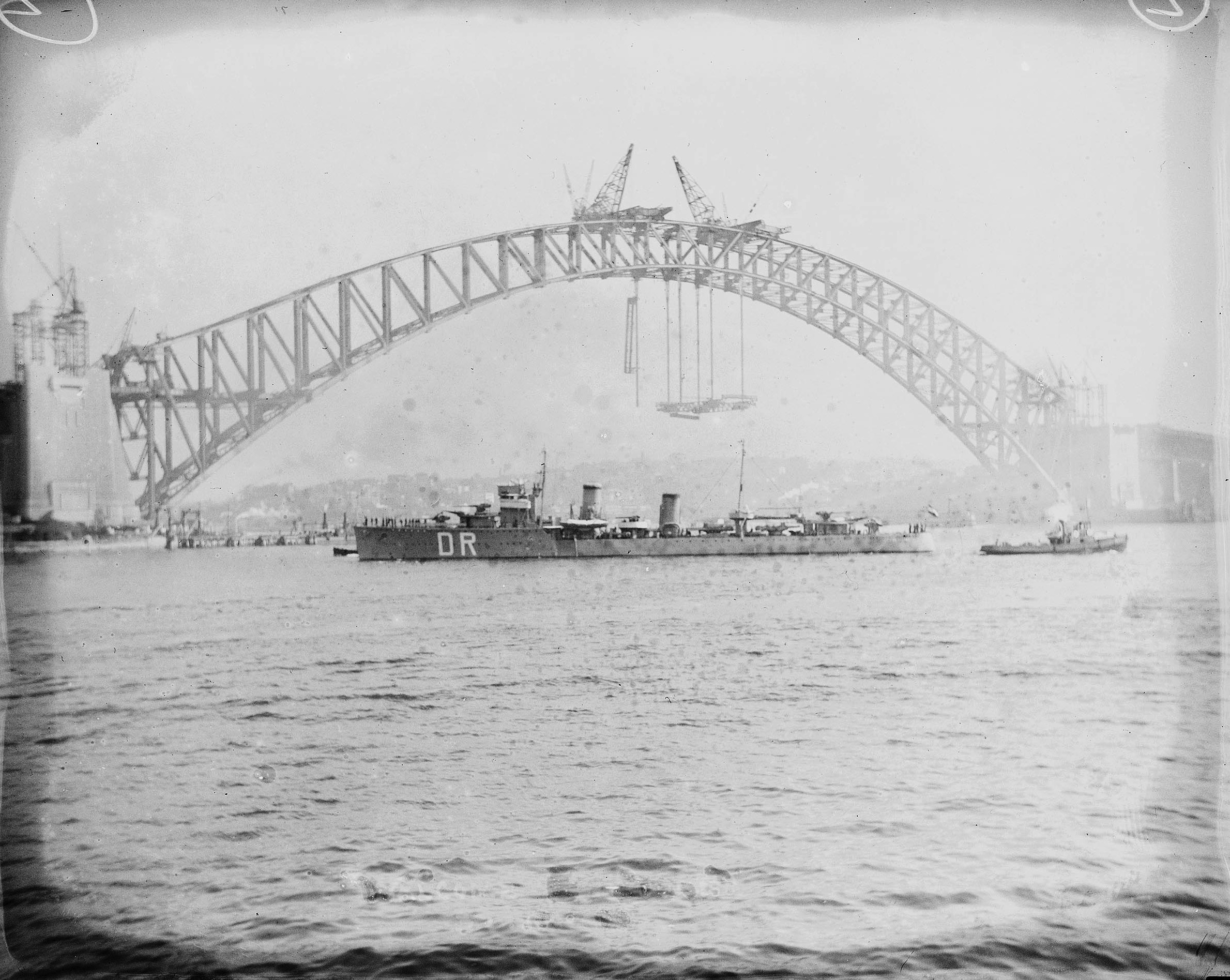
Le De Ruyter passant le Harbour Bridge le 3 octobre 1930.

Le De Ruyter est rebaptisé en Van Ghent le 1er octobre 1934 en raison d'un croiseur léger nouvellement construit baptisé du même nom.
En 1940, les Van Ghent et Kortenaer capturent cinq cargos allemands. Les navires sont relevés par le croiseur Java le 26 avril 1940.
Lorsque la guerre éclata dans le Pacifique en décembre 1941, le Van Ghent sert aux Indes orientales néerlandaises dans le cadre du commandement du Contre-amiral Karel Doorman. Il participera au sauvetage du cargo américain USAT Liberty. Il prit ensuite part en compagnie de plusieurs croiseurs-destroyers hollandais et américains à la bataille du détroit de Makassar au large de Balikpapan les 3 et 4 février, les forces alliées étant repoussées par les attaques aériennes japonaises. Les forces tentèrent une nouvelle opération contre l'invasion japonaise le 15 février 1942, mais celle-ci échoua lorsque le Van Ghent s'échoua dans le port de Kabupaten de Cilacap, avant d'être sabordé par le destroyer Banckert.